# 1970-es labdarúgó-világbajnokság
Az 1970-es labdarúgó-világbajnokság a futball történetének 9. világbajnoksága volt, melyet Mexikóban rendeztek 1970. május 31. és június 21. között. A FIFA 1964 októberében választotta ki Mexikót a rendezőnek. Az 1970-es torna az első Észak-Amerikában tartott világbajnokság volt, és az első olyan, melyet Dél-Amerikán és Európán kívül bonyolítottak le. A televíziós közvetítésnek köszönhetően, a számítások szerint 600 millió nézője volt a tornának.
Két alkalommal világbajnoki címet szerzett csapatok játszották a döntőt, melyet Brazília nyert 4–1-re Olaszország ellen. A harmadik vb-győzelmének köszönhetően Brazília örökre megtarthatta a Jules Rimet kupát. A brazil csapatban szerepelt Pelé (akinek ez volt a negyedik, és utolsó világbajnoksága), Carlos Alberto, Clodoaldo, Gérson, Jairzinho, Rivellino és Tostão. Ezt a felállást a valaha volt egyik legnagyszerűbb, vb-n játszó, támadószellemű csapatnak tartják.

## Helyszínek
Az 1968. évi nyári olimpiai játékokhoz hasonlóan Mexikó a magaslatok világbajnoksága volt. A legalacsonyabban fekvő Guadalajara 1600 méter feletti, Mexikóváros pedig 2200 méter feletti magasságban van. Az 1968. évi nyári olimpiai játékok idején - így a labdarúgó torna alatt is - bebizonyosodott, hogy nagy magasságban a tengerszint felett sincs akadálya a kiemelkedő sportteljesítményeknek.
Öt város adott otthont a tornának:
| Guadalajara      | León             | Mexikóváros       | Puebla             | Toluca             |
| ---------------- | ---------------- | ----------------- | ------------------ | ------------------ |
| Estadio Jalisco  | Estadio Nou Camp | Estadio Azteca    | Estadio Cuauhtémoc | Estadio Luis Dosal |
| Férőhely: 71 000 | Férőhely: 30 000 | Férőhely: 107 247 | Férőhely: 36 000   | Férőhely: 30 000   |
|                  |                  |                   |                    |                    |

## Selejtezők

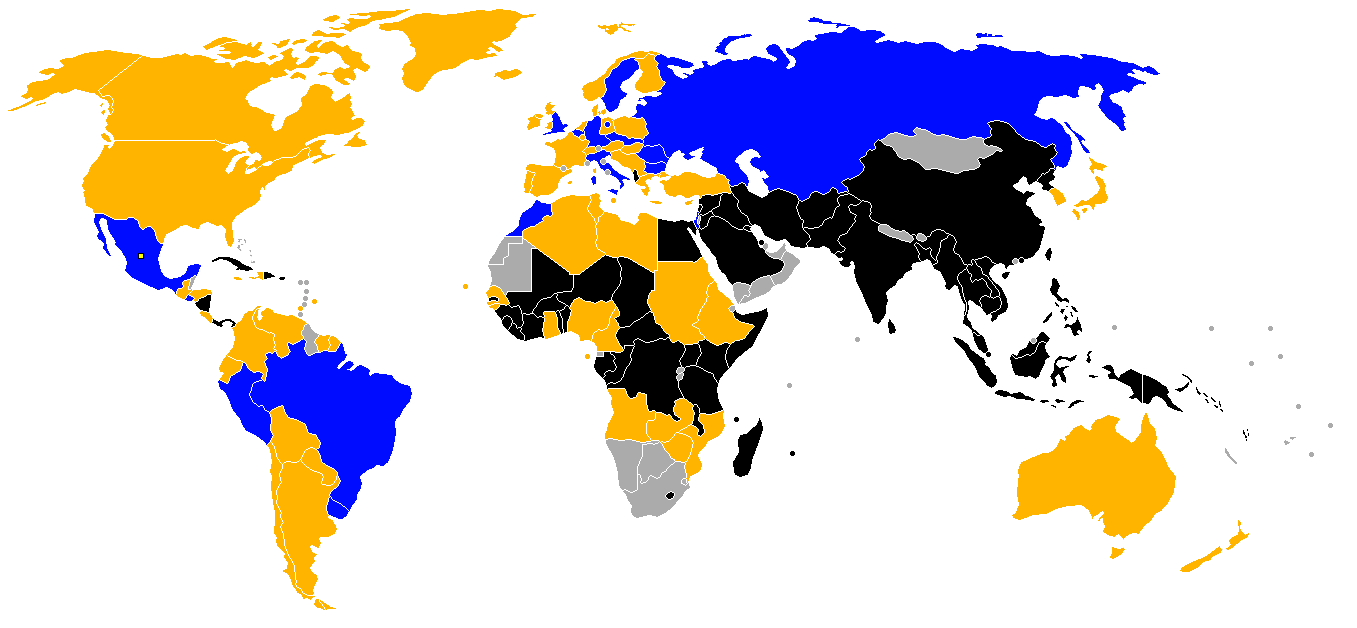

A selejtezőkben összesen 75 csapat indult.  A világbajnoki selejtezők sorsolására Casablancában, Marokkóban került sor 1968. február 1-jén. 1969-ben kezdődtek a világbajnoki selejtezők. 172 selejtező mérkőzést játszottak, amíg kialakult a 16-os mezőny. Az eddigi győztesek mind kivívták a részvételt. Mexikó rendezőként, Anglia címvédőként selejtezők nélkül jutott ki a világbajnokságra.
Több nagy labdarúgó múlttal rendelkező csapat, köztük Franciaország, Portugália, Magyarország, Argentína és Spanyolország sem kvalifikálta magát a tornára. Marokkó volt az első afrikai csapat, amelynek sikerült kiharcolnia a világbajnoki-részvételt a második világháborút követően.
A világbajnokság selejtezőin a legjobb európai góllövő a német Gerd Müller volt, aki az NSZK 20 góljából 9-et szerzett. Ezt a teljesítményt Dél-Amerikában a brazil Tostão múlta felül 23 mérkőzésen 10 góllal.

## Résztvevők
| Afrika (CAF) - Marokkó Dél-Amerika (CONMEBOL) - Brazília - Peru - Uruguay Észak- és Közép-Amerika (CONCACAF) - Mexikó (rendező) - Salvador Ázsia (AFC) és Óceánia (OFC) - Izrael | Európa (UEFA) - Belgium - Bulgária - Csehszlovákia - Anglia (címvédő) - Olaszország - Románia - Szovjetunió - Svédország - NSZK |

## Kabala
A világbajnokság hivatalos kabalája Juanito volt, egy mexikói mezt és sombrerót viselő fiú.

## Labda

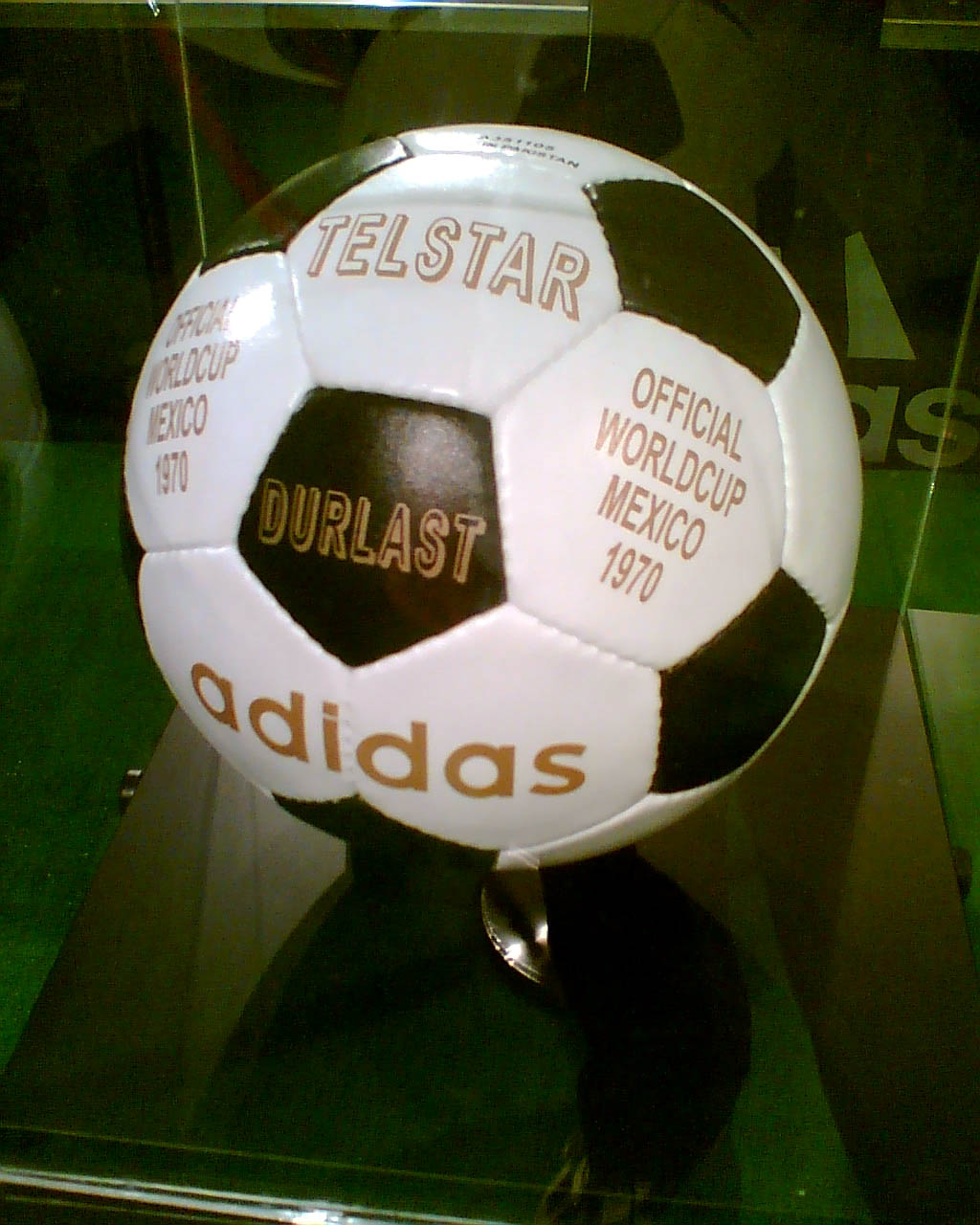
A torna hivatalos labdája

Az Adidas német sportszergyártó cég nyerte meg a Nemzetközi Labdarúgó-szövetség (FIFA) által kiírt pályázatot a meccslabda biztosítására. A rendező ország Labdarúgó-szövetsége 500 darabot rendelt a hivatalos FIFA labdából. A világbajnokságon 106 labdát használtak. Az adidas a döntőbe jutott 16 csapatnak is elküldött egy mintakollekciót, hogy a játékosok gyakorolhassanak az új labdával.
A labdáknak szigorú előírásoknak kellett megfelelnie. A minimális súly 286, a maximális 453 gramm lehetett. Tehénbőrből készült, a bőr vízhatlan bevonattal átitatott, kerülete 68-71 centiméter volt. A labda 20 fehér hatszögletű és 12 fekete ötszögletű szelete takarta a felfújható belsőt.

## Összegzés

### Csoportkör
Ez volt az első világbajnokság, melyet színes televízióadásban közvetítettek. Ahhoz, hogy az európai nézők számára is alkalmas legyen a közvetítés, néhány mérkőzés időpontját déli kezdésre kellett tenni. Sok játékos és szövetségi kapitány számára népszerűtlen volt ez a döntés, mivel Mexikóban a nap ezen szakaszában van a legnagyobb meleg.
A torna lebonyolítási rendszere megegyezett az 1966-osével: 16 csapat vett részt rajta, melyeket négy négycsapatos csoportba osztottak szét, ahol minden csapat körmérkőzéses rendszerben egyszer játszott egymással. Minden csoport első két helyezettje továbbjutott a negyeddöntőbe. A világbajnokságok történetében ez volt az első alkalom, amikor a csoportkör végén az azonos pontszámmal rendelkező csapatok között a gólkülönbséget vették figyelembe (ami a rájátszás és a gólátlag helyett lépett életbe).
A világbajnokság előtt a FIFA sorsolási bizottságának összetétele: Sir Stanley Rous, a FIFA angol elnöke, Harry Cavan (Észak-Írország), Ottorino Borassi (Olaszország), Guillermo Cañedo mexikói, Gustav Wiederkehr (Svájc), Fernando Hidalgo (Ecuador), Andrew Stephen (Anglia), Helmut Käser (Svájc), Ydnakatchew Tessema (Etiópia) és Torsakdi Yomnak (Thaiföld).
Ez volt az első alkalom, amikor a FIFA engedélyezte, hogy az első félidő végéig - az előre megjelölt öt tartalék közül - két játékost lehessen mérkőzésenként cserélni. Minden csapatnak egy mérkőzés alatt egy kapus és egy mezőnyjátékos cserét, sérülés vagy taktikai elképzelések miatt lehetett végrehajtani. A világbajnokságok történetében a Szovjetunió volt az első csapat, amely cserét hajtott végre, mindez a Mexikó elleni nyitómérkőzésen történt. Anatolij Puzacs állt be Viktor Szerebrjanyikov helyére a 45. percben. A negyeddöntő mérkőzéseit kiesési rendszerben játszották. Döntetlen esetén 2 × 15 perc hosszabbítás következett, s ha ez sem hozott döntést, akkor sorsolással döntöttek. A középdöntő szabályai hasonlóak voltak.
Már a világbajnokság megkezdése előtt jelentkezett egy probléma, amely körülvette az eseményt. Az angol csapatnál egy bizarr eset történt, a csapatkapitányukat lopással vádolták meg. Mialatt az angol válogatott Kolumbiában tartózkodott egy felkészülési mérkőzés miatt, Bobby Moore-t egy ékszerészboltból való állítólagos lopás miatt őrizetbe vették. Óvadék ellenében szabadlábra helyezték, így játszhatott a világbajnokságon, a vádat végül ejtették.
A mérkőzések után orvosi vizsgálat állapította meg, nem használtak-e doppingszert a játékosok. Két-két játékost sorsolással jelöltek ki és ellenőriztek.
Az 1. csoportban Mexikó beváltotta a hozzá fűzött reményeket, továbbjutott a Szovjetunióval együtt, Belgiumot 1–0-ra, Salvadort 4–0-ra verték meg.
A 2. csoportban hat mérkőzésen mindössze hat gól született, a dél-amerikai bajnok Uruguay és az aktuális Európa-bajnok Olaszország végzett a csoport élén, megelőzve Svédországot és a meglepetésre kijutott, unalmas játékot mutató Izraelt.
A 3. csoportban a kétszeres világbajnok Brazília, a címvédő Anglia, valamint Csehszlovákia és Románia szerepelt. Az 1962-es labdarúgó-világbajnokság döntőjének megismételt mérkőzésén a brazilok hamar hátrányba kerültek Csehszlovákia ellen, de végül 4–1-es győzelmet arattak. Pelé egy gólt szerzett. Az angolok elleni mérkőzésen Jairzinho gólja elegendő volt a brazilok számára a győzelemhez. Románia szoros mérkőzést játszott a brazilokkal, végül 3–2-re kikaptak. Anglia jutott tovább Brazília mellett a két 1–0-s, Románia és Csehszlovákia felett aratott győzelmének köszönhetően.
A 4. csoportban Peru támadó stílusban keltett feltűnést, Bulgária ellen 2–0-s hátrányból fordítottak, és nyertek 3–2-re. Marokkó nagyszerűen rajtolt, megszerezte a vezetést a nyugatnémetek ellen, azonban a németek 2–1-re fordítottak és nyertek. Nyugat-Németország a második mérkőzésén Bulgária ellen Gerd Müller mesterhármasával 5–2-es győzelmet aratott. A németek utolsó csoportmérkőzésén Müller újabb mesterhármast ért el, csapata összes gólját ő szerezte a Peru felett aratott 3–1-es győzelem alkalmával. Peru végül továbbjutott Nyugat-Németországgal együtt, mivel 11 percen belül háromszor voltak eredményesek a Marokkó elleni 3–0-s győzelemkor.

### Negyeddöntők, elődöntők és bronzmérkőzés
A negyeddöntőben az olasz csapat 4–1-re győzött Mexikó ellen 1–0-s hátrányból fordítva. A vezetést a házigazda szerezte meg José González góljával, de a csapattársa, Gustavo Peña a félidő vége előtt kiegyenlítette az eredményt egy öngóllal. Olaszország ezután átvette az irányítást, és fölényben játszott a második félidőben. Luigi Riva kettő, Gianni Rivera egy gólt szerzett a 4–1-es győzelem során. Guadalajaraban Peru világbajnoki szereplése a negyeddöntőben véget ért, mivel 4–2-es vereséget szenvedtek a braziloktól az egyaránt támadó csapatok közötti szórakoztató és drámai mérkőzésen.
Az Uruguay és a Szovjetunió közötti találkozó gól nélküli volt egészen öt perccel a hosszabbítás lefújása előttig, amikor Víctor Espárrago gólja a dél-amerikaiakat juttatta tovább. A gól előtt a labdát
Esparrago a játéktéren kívülről hozta vissza, ezért a szovjet csapat óvást nyújtott be, amit a jelen lévő FIFA szervező bizottság elutasított. A labdarúgás egyik "aranyszabálya", hogy "addig kell a labdát  megjátszó játékost követni, amíg a játékvezető sípja meg nem szólal." Az utolsó negyeddöntő az 1966-os vb-döntő megismételt mérkőzése volt Anglia és Nyugat-Németország között, amely a világbajnokságok történetének egyik legnagyszerűbb találkozója volt. Angliát egy súlyos csapás érte a mérkőzést megelőzően, amikor a kapusuk, Gordon Banks ételmérgezést kapott. A cseréje, Peter Bonetti lépett a helyébe, és Anglia a második félidő elején már 2–0-s vezetés birtokában volt. Azonban Nyugat-Németország a 68. percben Beckenbauer góljának köszönhetően egygólosra csökkentette a hátrányt. Az ijedtség következtében Anglia szövetségi kapitánya, Alf Ramsey úgy döntött, hogy lecseréli a fáradt Bobby Charltont. Charlton nélkül Anglia elvesztette azt a képességét, hogy a saját iramát tudja diktálni, és nem tudott mit kezdeni a német támadókkal, ami végül Nyugat-Németország kiegyenlítését okozta Uwe Seeler fejese révén. A nyugatnémetek visszavágtak az 1966-os fináléban elszenvedett vereségért Gerd Müller hosszabbításban szerzett góljával.
Az elődöntőben izgalmas végjáték ígérkezett, mind a négy bejutott csapat szerzett már világbajnoki címet a múltban: a Brazília–Uruguay párosítás az 1950-es döntő visszavágója volt, a másik párharc Olaszország és Nyugat-Németország között zajlott. A dél-amerikaiak mérkőzésén Brazília 3–1-re nyert Uruguay ellen annak ellenére, hogy húsz perccel a találkozó megkezdése után még kiesésre álltak. A mérkőzés kiegyenlített volt 70 percig. A másik, európai csapatok részvételével zajló elődöntő az egyik legemlékezetesebb vb-mérkőzés volt. Olaszország 1–0-s vezetéshez jutott Roberto Boninsegna 8. percben szerzett találatával. Nyugat-Németország nagy erőfeszítéseket tett az egyenlítésért a mérkőzés egész további részében, végül a söprögető Karl-Heinz Schnellinger a rendes játékidő hosszabbításában gólt szerzett. Gerd Müller a 94. percben megszerezte a vezetést is a nyugatnémeteknek, majd az olasz védő Tarcisio Burgnich egyenlített ki. A 104. percben Riva 3–2-es vezetéshez juttatta az olaszokat, hat perccel később Müller egalizált. Amíg a televízió még ismételte ezt a gólt, az olasz középpályás Gianni Rivera a 111. percben megszerezte a győztes találatot csapatának. A találkozót "Az évszázad mérkőzése"-ként emlegetik, Olaszországban Partita del Secolo-ként, Németországban pedig Jahrhundertspiel-ként ismert. A mexikóvárosi Estadio Aztecában található emlékmű erre emlékezik ünnepélyes módon. Németország a bronzmérkőzésen 1–0-s győzelmet aratott Uruguay ellen.

### Döntő
A döntőben Brazília szerezte meg a vezetést, Pelé fejelte be Rivelino beadását a 18. percben. Roberto Boninsegna egyenlített ki a brazil védelem hibáját követően. A második félidőben Brazília lövőereje és kretivitása sokkal jobb volt az olaszokénál, akik óvatos, védekező rendszerben játszottak. Gérson erős lövése gólt eredményezett, majd segített előkészíteni a harmadik találatot egy Pelé felé hosszan előreívelt szabadrúgással, melyet Jairzinho elé fejelt Pelé. Pelé nagyszerű formában játszott, a csapatkapitány Carlos Albertonak adott egy gólpasszt a jobb oldalról a negyedik brazil gólt megelőzően.
Ez a győzelem a labdarúgás történetének első tri-campeão-ját eredményezte (háromszoros bajnok).
Ezzel a harmadik győzelemmel (1958 és 1962 után) Brazília megszerezte a jogot arra, hogy végleg megtartsa a Jules Rimet Trophyt. (Rejtélyes körülmények között, 1983-ban ellopták, mialatt Rio de Janeiróban volt egy kiállításon.) Brazília szövetségi kapitánya, Mário Zagallo volt az első labdarúgó, aki világbajnok lett játékosként (1958, 1962) és edzőként is. Pelének játékosként ez volt az utolsó világbajnoksága, aki az első játékos lett, aki háromszor nyerte meg a címet.
A brazilok jobbszélsője, Jairzinho mind a hat mérkőzésén legalább egy gólt szerzett (az elsőn, Csehszlovákia ellen kettőt), a bravúrt azóta senki sem ismételte meg. Ennek ellenére a torna gólkirálya a nyugatnémet Gerd Müller lett 10 találattal. Müller két mérkőzésen is mesterhármast szerzett, a csoportkörben Bulgária és Peru ellen is bemutatta a bravúrt.

### Elnöki összefoglaló
Sír Stanley Rous tapasztalatait így foglalata össze a mexikói világbajnokság után: "A világbajnokságot teljes egészében át kell szervezni, lehetőséget kell adni Afrikának és Ázsiának a nagyobb számú képviseletre, mert a világbajnokság  jelenleg csak Európa és Dél-Amerika versengése. Át kell szervezni a kontinens bajnokságokat, hogy a vb-re megfelelő képviselet alakulhasson ki. A vb 16-os mezőnyét 24-re kell emelni. A játékvezetés, az előzetes egyeztető értekezletek eredményeként sokkal jobban összhangban voltak a szabályokkal, mint az 1966-os labdarúgó-világbajnokság-on. A bevezetett lapok (sárga, piros) segítségével sikerült elérni, hogy egy játékost sem kellett kiállítani, bár még igen sokszor előfordult a játékvezetői döntések elleni tiltakozás. Ezt a szabadságot törölni kell a nemzetközi labdarúgás gyakorlatából".

## Játékvezetés
A Nemzetközi Labdarúgó-szövetség (FIFA) Játékvezető Bizottsága (JB) Párizsban tartott ülésén kijelölte a labdarúgó-világbajnokság harmincas keretét. Az 1966-os labdarúgó-világbajnokság játékvezetői közül öten:  Tofik Bahramov (szovjet), Arturo Yamasaki (perui/mexikói), Kurt Tschenscher (német), John Keith Taylor (angol) és Ali Huszejn Kandíl (Egyesült Arab Köztársaság) kaptak meghívást. A világbajnokságon szereplő országok közül 12, a nem szereplők (semleges) közül 18 játékvezetőt hívtak meg. Európán és Dél-Amerikán kívül a FIFA a többi földrész játékvezetőit is folyamatosan beépíti a világbajnokság rendszerébe. Ezen a világbajnokságon első ízben találkozhattunk japán, etiópiai és bermudai játékvezetőkkel. Európát, a 16, míg Közép-Amerikát 4, Dél-Amerikát 5, Afrikát 3, Észak-Amerikát és Ázsiát 1-1 játékvezető képviselte. A négy kijelölt tartalék játékvezető: Betchirov (Bulgária), Smejkai (Csehszlovákia), Boström (Svédország) és Jones (Wales) voltak. A torna előtt a FIFA jelen lévő vezetői egyhetes, filmvetítésekkel (értékeléssel) egybekötött értekezletet tartottak a játékvezetők részére, az európai és latin-amerikai játékvezetői felfogás gyakorlati összehangolására, törekedve az egységesítés elvére. A tornán, 25 játékvezető vezette a 32 mérkőzést és a FIFA elvárásának megfelelően, ha nem vezetett, akkor valamelyik társának partbíróként segített. 5 játékvezetőt csak partbírói feladatokkal foglalkoztattak. A legtöbbet, ötször foglalkoztatott játékvezető José María Ortiz de Mendíbil (spanyol) és Ferdinand Marschall (Ausztria) volt. Ezen a tornán a FIFA jelen lévő vezetői igyekeztek arányosan foglalkoztatni a játékvezetőket, heten kettő mérkőzést, 18-an egy mérkőzést vezettek. Öten nem vezettek mérkőzést: Keith Dunstan (Bermuda), Emsberger Gyula (Magyar), Joszip Horvat (Jugoszláv), Marujama Josijuki (Japán) és Guillermo Velasquez (Kolumbia). A játékvezetőket csak kettő nappal a mérkőzés előtt jelölték ki. Ezen a világbajnokságon még előfordult, hogy a hivatalosan kijelölt játékvezető ellen valamelyik csapat óvást jelentett be - rendszerint jogos igénnyel. A következő világbajnokságon ezt a jogot a FIFA megszüntette. A partbírók működésében a segítés, a segítségadás kívánsága, akarata volt a vezérelv. Még a partdobások helyét is nagyon határozottan és pontosan mutatták meg a végrehajtó játékosnak. A FIFA az összes játékvezetőnek lehetővé tette, hogy a világbajnokság végéig jelen lehessenek.
A világbajnokság után történt értékelések alapján a FIFA azt a döntést hozta, hogy minden nagy nemzetközi torna előtt továbbképzésbem kell részesíteni a játékvezetőket. A szabályokból továbbképzésben kell részesíteni az edzőket és a játékosokat is. Növelni kell a játékvezetők cseréjét, több országot és kontinenst is be kell vonni a tornák lebonyolításába. A FIFA nemzetközi foglalkoztatási gyakorlatát értékelve megállapították, nem biztos, hogy a kiváló játékvezető, kiváló partbíró is. Nagyobb bátorsággal kell a játékvezetőknek felvállalniuk a büntetőrúgást igénylő szabálysértéseket. A nagyobb tornákra kiválasztott játékvezetőket folyamatosan ellenőrizni szükséges.

### Sárga és piros lap bevezetése
Az 1966-os labdarúgó-világbajnokságon a Wembley stadionban játszott egyik negyeddöntőn, az angol-argentin mérkőzésen a német Rudolf Kreitlein volt a játékvezető. Az argentin csapatkapitány Antonio Rattín előzetes figyelmeztetés után, a 37. percben durva szabálytalanságot követett el és ezért kiállították. Hiába mondta és magyarázta a bíró, hogy távozzon a játéktérről, Rattin úgy tett, mintha nem értené a bíró szándékát és nem ment le a játéktérről. Teljes 7 percig vitatkoztak és a bíró már ott tartott, hogy lefújja a mérkőzést, mire a FIFA-játékvezetők főnöke Ken Aston korábbi nemzetközi játékvezető a nézőtérről leérve spanyol nyelvtudásának segítségével levezette Rattint a pályáról. Kenneth Aston javasolta a FIFA vezetőségének, hogy a fegyelmezések egyértelműségének elősegítésére vezessék be a sárga és a piros lapokat. Ezen a vb-n vezették be a sárga és piros lapokat, melyekkel a szabálytalankodó játékosokat büntették. (Megjegyzendő, hogy a figyelmeztetés és kiállítás ezen formája csak a FIFA által próbaként engedélyezett mérkőzéseken létezett 1970 előtt.)
1970. május 31-én Mexikóvárosban, az Azték-stadionban, 107 160 néző előtt, a torna nyitómérkőzésén, a Mexikó–Szovjetunió (0–0) csoportmérkőzést irányító Kurt Tschenscher alkalmazta elsőnek a sárga kártyát, amit a szovjet Jevgenyij Szerafimovics Lovcsevnek  mutatott fel. 300 játékos vett részt a világbajnokságon és csak 30, tehát 10% kapott figyelmeztetést (sárga lapot), piros lapot azonban az egész torna ideje alatt nem kapott senki. A lapok bevezetése, alkalmazása tökéletesen bevált.

### Módszertani változtatások a játékvezetésben
Minden egyes világbajnokság játékvezetői szempontból új problémát vet fel. A játékvezetés nemzetközi problémái miatt - a hazai csapatoknak "mindig" nagyobb volt az előnye - a FIFA rendszeresítette a nemzetek közötti válogatott és kupatalálkozókon a játékvezető ellenőr intézményét. Így a játékvezető ellenőrök jelentése alapján minden mérkőzés tapasztalatát értékelték. A részt vevő játékvezetőket már öt hónappal a labdarúgótorna előtt kijelölték, meghatározva a tartalékok személyét is. A kijelölt játékvezetők tevékenységét fokozott figyelem kísérte, biztosítva az időbeni, alapos felkészülés lehetőségét. A FIFA változtatott a játékvezető küldési módszerén is. Eddig a részt vevő országok adtak egy-egy játékvezetőt, a hazai, a rendező ország pedig 7 fő szakembert biztosított. Az új elvek lehetőséget adtak arra, hogy a semleges országok játékvezetőit is foglalkoztassák. A világbajnokságra a FIFA Játékvezető Bizottságtól 29 európai szövetség kapott felszólítást játékvezetői ajánlásra. A csapatok vezetői már nem emelhetnek kifogást a Játékvezető Bizottság küldési módszere ellen. Minden mérkőzésre egy játékvezetőt, kettő partbírót és egy tartalék játékvezetőt jelöltek. Ha a játékvezető a mérkőzés vezetésében akadályoztatva lett volna, úgy helyébe az elsőnek megnevezett partbíró lépett és a tartalék játékvezető második partbíróként szerepelt. A televízió közvetítések nagy hatással voltak a játék, a játékvezetés népszerűsítésére.
Minden mérkőzésre két FIFA ellenőrt - egyik a rendezést, a másik a játékvezetők szakmai munkáját - volt hivatott felügyelni, a mérkőzés végén jelentést tenni. A világbajnokság bíróinak közreműködési díját - az általános szabályoktól eltérve a FIFA fenntartotta azt a jogát, hogy a kiemelkedő tornákon eltérően díjazza a játékvezetőket - 20 dollárról 25-re emelték fel.

### Játékvezetők
| Európa - John Keith Taylor - Ferdinand Marschall - Vital Loraux - Roger Machin - Laurens van Ravens - Rudolf Glöckner - Kurt Tschenscher - Antonio Sbardella - Antonio Saldanha - Andrei Rădulescu - Robert Davidson - José María Ortiz de Mendíbil - Rudolf Scheurer - Joszip Horvat - Emsberger Gyula - Tofik Bahramov Ázsia - Marujama Josijuki - Ávráhám Klein | Afrika - Ali Huszejn Kandíl - Seyoum Tarekegn Észak-Amerika - Henry Landauer Közép-Amerika - Abel Aguilar Elizalde - Diego de Leo - Arturo Yamasaki - Keith Dunstan Dél-Amerika - Ángel Norberto Coerezza - Ayrton Vieira de Moraes - Rafael Hormazábal Díaz - Ramón Barreto - Guillermo Velasquez |

## Sorsolás
A sorsolást 1970. január 10-én Mexikóvárosban, a Maria Isabel hotel különtermében tartották. A sorsolás előtt a rendező Mexikót a mexikóvárosi 1. csoportba, a címvédő Angliát a guadalajarai 3. csoportba helyezték. A sorsolást a Mexikói labdarúgó-szövetség és a szervezőbizottság elnökének, Guillermo Cañedónak a tízéves lánya, Monica Maria Cañedo végezte el.
| 1. kalap: Európa I                                    | 2. kalap: Amerika                              | 3. kalap: Európa II                               | 4. kalap: Maradék világ                 |
| ----------------------------------------------------- | ---------------------------------------------- | ------------------------------------------------- | --------------------------------------- |
| - Anglia (címvédő) - Olaszország - Szovjetunió - NSZK | - Brazília - Mexikó (rendező) - Peru - Uruguay | - Belgium - Bulgária - Csehszlovákia - Svédország | - Salvador - Izrael - Marokkó - Románia |

## Keretek
A világbajnokságra minden csapat 22 játékost nevezhetett.

## Csoportkör
Egy győzelem 2 pontot ért, egy döntetlen 1 pontot ért. A sorrendről a pontszám után a jobb gólkülönbség, majd a több szerzett gól döntött.
| Jelmagyarázat                                   |
| ----------------------------------------------- |
| Az első két helyezett bejutott a negyeddöntőbe. |
| Kiesett.                                        |

### 1. csoport
| Csapat      | M | Gy | D | V | G+ | G– | Gk | P |
| ----------- | - | -- | - | - | -- | -- | -- | - |
| Szovjetunió | 3 | 2  | 1 | 0 | 6  | 1  | +5 | 5 |
| Mexikó      | 3 | 2  | 1 | 0 | 5  | 0  | +5 | 5 |
| Belgium     | 3 | 1  | 0 | 2 | 4  | 5  | –1 | 2 |
| Salvador    | 3 | 0  | 0 | 3 | 0  | 9  | –9 | 0 |

A Szovjetunió és Mexikó azonos pontszámmal és gólkülönbséggel végzett a csoportban. A versenykiírás alapján a helyezéseket sorsolással döntötték el.
| 1970. május 31. 12:00 |

| Mexikó | 0–0                   | Szovjetunió |
| ------ | --------------------- | ----------- |
|        | Jegyzőkönyv Részletek |             |

| Estadio Azteca, Mexikóváros Nézőszám: 107 160 Játékvezető: Kurt Tschenscher (nyugatnémet) |

| 1970. június 3. 16:00 |

| Belgium                                 | 3–0                         | Salvador |
| --------------------------------------- | --------------------------- | -------- |
| Van Moer 12' 54' Lambert 76' (11-esből) | (1–0) Jegyzőkönyv Részletek |          |

| Estadio Azteca, Mexikóváros Nézőszám: 92 205 Játékvezető: Andrei Rădulescu (román) |

| 1970. június 6. 16:00 |

| Szovjetunió                                   | 4–1                         | Belgium     |
| --------------------------------------------- | --------------------------- | ----------- |
| Bisovec 14' 63' Aszatiani 57' Hmelnyickij 76' | (1–0) Jegyzőkönyv Részletek | Lambert 86' |

| Estadio Azteca, Mexikóváros Nézőszám: 95 261 Játékvezető: Rudolf Scheurer (svájci) |

| 1970. június 7. 12:00 |

| Mexikó                                     | 4–0                         | Salvador |
| ------------------------------------------ | --------------------------- | -------- |
| Valdivia 45' 46' Fragoso 58' Basaguren 83' | (1–0) Jegyzőkönyv Részletek |          |

| Estadio Azteca, Mexikóváros Nézőszám: 103 058 Játékvezető: Ali Huszejn Kandíl (egyiptomi) |

| 1970. június 10. 16:00 |

| Szovjetunió     | 2–0                         | Salvador |
| --------------- | --------------------------- | -------- |
| Bisovec 51' 74' | (0–0) Jegyzőkönyv Részletek |          |

| Estadio Azteca, Mexikóváros Nézőszám: 89 979 Játékvezető: Rafael Hormazábal Díaz (chilei) |

| 1970. június 11. 16:00 |

| Mexikó              | 1–0                         | Belgium |
| ------------------- | --------------------------- | ------- |
| Peña 14' (11-esből) | (1–0) Jegyzőkönyv Részletek |         |

| Estadio Azteca, Mexikóváros Nézőszám: 108 192 Játékvezető: Ángel Norberto Coerezza (argentin) |

### 2. csoport
| Csapat      | M | Gy | D | V | G+ | G– | Gk | P |
| ----------- | - | -- | - | - | -- | -- | -- | - |
| Olaszország | 3 | 1  | 2 | 0 | 1  | 0  | +1 | 4 |
| Uruguay     | 3 | 1  | 1 | 1 | 2  | 1  | +1 | 3 |
| Svédország  | 3 | 1  | 1 | 1 | 2  | 2  | 0  | 3 |
| Izrael      | 3 | 0  | 2 | 1 | 1  | 3  | –2 | 2 |

| 1970. június 2. 16:00 |

| Uruguay                | 2–0                         | Izrael |
| ---------------------- | --------------------------- | ------ |
| Maneiro 23' Mujica 50' | (1–0) Jegyzőkönyv Részletek |        |

| Estadio Cuauhtémoc, Puebla Nézőszám: 20 654 Játékvezető: Robert Davidson (skót) |

| 1970. június 3. 16:00 |

| Olaszország    | 1–0                         | Svédország |
| -------------- | --------------------------- | ---------- |
| Domenghini 10' | (1–0) Jegyzőkönyv Részletek |            |

| Estadio Luis Dosal, Toluca Nézőszám: 13 433 Játékvezető: John Keith Taylor (angol) |

| 1970. június 6. 16:00 |

| Uruguay | 0–0                   | Olaszország |
| ------- | --------------------- | ----------- |
|         | Jegyzőkönyv Részletek |             |

| Estadio Cuauhtémoc, Puebla Nézőszám: 29 968 Játékvezető: Rudolf Glöckner (keletnémet) |

| 1970. június 7. 12:00 |

| Svédország   | 1–1                         | Izrael       |
| ------------ | --------------------------- | ------------ |
| Turesson 53' | (0–0) Jegyzőkönyv Részletek | Spiegler 56' |

| Estadio Luis Dosal, Toluca Nézőszám: 9624 Játékvezető: Seyoum Tarekegn (etióp) |

| 1970. június 10. 16:00 |

| Uruguay | 0–1                         | Svédország |
| ------- | --------------------------- | ---------- |
|         | (0–0) Jegyzőkönyv Részletek | Grahn 90'  |

| Estadio Cuauhtémoc, Puebla Nézőszám: 18 163 Játékvezető: Henry Landauer (amerikai) |

| 1970. június 11. 16:00 |

| Izrael | 0–0                   | Olaszország |
| ------ | --------------------- | ----------- |
|        | Jegyzőkönyv Részletek |             |

| Estadio Luis Dosal, Toluca Nézőszám: 9890 Játékvezető: Ayrton Vieira de Moraes (brazil) |

### 3. csoport
| Csapat        | M | Gy | D | V | G+ | G– | Gk | P |
| ------------- | - | -- | - | - | -- | -- | -- | - |
| Brazília      | 3 | 3  | 0 | 0 | 8  | 3  | +5 | 6 |
| Anglia        | 3 | 2  | 0 | 1 | 2  | 1  | +1 | 4 |
| Románia       | 3 | 1  | 0 | 2 | 4  | 5  | –1 | 2 |
| Csehszlovákia | 3 | 0  | 0 | 3 | 2  | 7  | –5 | 0 |

| 1970. június 2. 16:00 |

| Románia | 0–1                         | Anglia    |
| ------- | --------------------------- | --------- |
|         | (0–0) Jegyzőkönyv Részletek | Hurst 65' |

| Estadio Jalisco, Guadalajara Nézőszám: 50 560 Játékvezető: Vital Loraux (belga) |

| 1970. június 3. 16:00 |

| Csehszlovákia | 1–4                         | Brazília                                 |
| ------------- | --------------------------- | ---------------------------------------- |
| Petráš 11'    | (1–1) Jegyzőkönyv Részletek | Rivellino 24' Pelé 59' Jairzinho 61' 83' |

| Estadio Jalisco, Guadalajara Nézőszám: 52 897 Játékvezető: Ramón Barreto (uruguayi) |

| 1970. június 6. 16:00 |

| Románia                             | 2–1                         | Csehszlovákia |
| ----------------------------------- | --------------------------- | ------------- |
| Neagu 52' Dumitrache 75' (11-esből) | (0–1) Jegyzőkönyv Részletek | Petráš 5'     |

| Estadio Jalisco, Guadalajara Nézőszám: 56 818 Játékvezető: Diego de Leo (mexikói) |

| 1970. június 7. 12:00 |

| Anglia | 0–1                         | Brazília      |
| ------ | --------------------------- | ------------- |
|        | (0–0) Jegyzőkönyv Részletek | Jairzinho 59' |

| Estadio Jalisco, Guadalajara Nézőszám: 66 843 Játékvezető: Ávráhám Klein (izraeli) |

| 1970. június 10. 16:00 |

| Románia                       | 2–3                         | Brazília                   |
| ----------------------------- | --------------------------- | -------------------------- |
| Dumitrache 34' Dembrószky 84' | (1–2) Jegyzőkönyv Részletek | Pelé 19' 67' Jairzinho 22' |

| Estadio Jalisco, Guadalajara Nézőszám: 50 804 Játékvezető: Ferdinand Marschall (osztrák) |

| 1970. június 11. 16:00 |

| Anglia                | 1–0                         | Csehszlovákia |
| --------------------- | --------------------------- | ------------- |
| Clarke 50' (11-esből) | (0–0) Jegyzőkönyv Részletek |               |

| Estadio Jalisco, Guadalajara Nézőszám: 49 292 Játékvezető: Roger Machin (francia) |

### 4. csoport
| Csapat   | M | Gy | D | V | G+ | G– | Gk | P |
| -------- | - | -- | - | - | -- | -- | -- | - |
| NSZK     | 3 | 3  | 0 | 0 | 10 | 4  | +6 | 6 |
| Peru     | 3 | 2  | 0 | 1 | 7  | 5  | +2 | 4 |
| Bulgária | 3 | 0  | 1 | 2 | 5  | 9  | –4 | 1 |
| Marokkó  | 3 | 0  | 1 | 2 | 2  | 6  | –4 | 1 |

| 1970. június 2. 16:00 |

| Peru                                    | 3–2                         | Bulgária                   |
| --------------------------------------- | --------------------------- | -------------------------- |
| Gallardo 50' Chumpitaz 55' Cubillas 73' | (0–1) Jegyzőkönyv Részletek | Dermendzsiev 13' Bonev 49' |

| Estadio Nou Camp, León Nézőszám: 13 765 Játékvezető: Antonio Sbardella (olasz) |

| 1970. június 3. 16:00 |

| Marokkó     | 1–2                         | NSZK                  |
| ----------- | --------------------------- | --------------------- |
| Dzsarir 21' | (1–0) Jegyzőkönyv Részletek | Seeler 56' Müller 80' |

| Estadio Nou Camp, León Nézőszám: 12 942 Játékvezető: Laurens van Ravens (holland) |

| 1970. június 6. 16:00 |

| Peru                        | 3–0                         | Marokkó |
| --------------------------- | --------------------------- | ------- |
| Cubillas 65' 75' Challe 67' | (0–0) Jegyzőkönyv Részletek |         |

| Estadio Nou Camp, León Nézőszám: 13 537 Játékvezető: Tofik Bahramov (szovjet) |

| 1970. június 7. 12:00 |

| Bulgária                | 2–5                         | NSZK                                                |
| ----------------------- | --------------------------- | --------------------------------------------------- |
| Nikodimov 12' Kolev 89' | (1–2) Jegyzőkönyv Részletek | Libuda 20' Müller 27' 52' (11-esből) 88' Seeler 67' |

| Estadio Nou Camp, León Nézőszám: 12 710 Játékvezető: José María Ortiz de Mendíbil (spanyol) |

| 1970. június 10. 16:00 |

| Peru         | 1–3                         | NSZK               |
| ------------ | --------------------------- | ------------------ |
| Cubillas 44' | (1–3) Jegyzőkönyv Részletek | Müller 19' 26' 39' |

| Estadio Nou Camp, León Nézőszám: 17 875 Játékvezető: Abel Aguilar Elizalde (mexikói) |

| 1970. június 11. 16:00 |

| Bulgária    | 1–1                         | Marokkó     |
| ----------- | --------------------------- | ----------- |
| Zsecsev 40' | (1–0) Jegyzőkönyv Részletek | Gazúání 61' |

| Estadio Nou Camp, León Nézőszám: 12 299 Játékvezető: Antonio Saldanha (portugál) |

## Egyenes kieséses szakasz
|  |                          |              |                          |                          |   |             |                          |                          |                          |                          |               |       |       |
|  | Negyeddöntők             | Negyeddöntők | Negyeddöntők             |                          |   | Elődöntők   | Elődöntők                | Elődöntők                |                          |                          | Döntő         | Döntő | Döntő |
|  | Negyeddöntők             | Negyeddöntők | Negyeddöntők             |                          |   | Elődöntők   | Elődöntők                | Elődöntők                |                          |                          | Döntő         | Döntő | Döntő |
|  | június 14. – Mexikóváros |              |                          |                          |   |             |                          |                          |                          |                          |               |       |       |
|  |                          |              |                          |                          |   |             |                          |                          |                          |                          |               |       |       |
|  | A1                       | Szovjetunió  | 0                        |                          |   |             |                          |                          |                          |                          |               |       |       |
|  | A1                       | Szovjetunió  | 0                        | június 17. – Guadalajara |   |             |                          |                          |                          |                          |               |       |       |
|  | B2                       | Uruguay      | 1                        |                          |   |             |                          |                          |                          |                          |               |       |       |
|  | B2                       | Uruguay      | 1                        |                          |   | Uruguay     | Uruguay                  | 1                        |                          |                          |               |       |       |
|  | június 14. – Guadalajara |              |                          |                          |   | Uruguay     | Uruguay                  | 1                        |                          |                          |               |       |       |
|  |                          |              | Brazília                 | Brazília                 | 3 |             |                          |                          |                          |                          |               |       |       |
|  | C1                       | Brazília     | Brazília                 | Brazília                 | 3 | 4           |                          |                          |                          |                          |               |       |       |
|  | C1                       | Brazília     |                          |                          |   | 4           | június 21. – Mexikóváros |                          |                          |                          |               |       |       |
|  | D2                       | Peru         | 2                        |                          |   |             |                          |                          |                          |                          |               |       |       |
|  | D2                       | Peru         | 2                        |                          |   | Brazília    | Brazília                 | 4                        |                          |                          |               |       |       |
|  | június 14. – Toluca      |              |                          |                          |   | Brazília    | Brazília                 | 4                        |                          |                          |               |       |       |
|  |                          |              | Olaszország              | Olaszország              | 1 |             |                          |                          |                          |                          |               |       |       |
|  | B1                       | Olaszország  | Olaszország              | Olaszország              | 1 | 4           |                          |                          |                          |                          |               |       |       |
|  | B1                       | Olaszország  | június 17. – Mexikóváros |                          |   | 4           |                          |                          |                          |                          |               |       |       |
|  | A2                       | Mexikó       | 1                        |                          |   |             |                          |                          |                          |                          |               |       |       |
|  | A2                       | Mexikó       | 1                        |                          |   | Olaszország | Olaszország              | 4                        | Bronzmérkőzés            | Bronzmérkőzés            | Bronzmérkőzés |       |       |
|  | június 14. – León        |              |                          |                          |   | Olaszország | Olaszország              | 4                        | Bronzmérkőzés            | Bronzmérkőzés            | Bronzmérkőzés |       |       |
|  |                          |              | NSZK                     | NSZK                     | 3 |             |                          | június 20. – Mexikóváros | június 20. – Mexikóváros | június 20. – Mexikóváros |               |       |       |
|  | D1                       | NSZK         | NSZK                     | NSZK                     | 3 | 3           |                          | június 20. – Mexikóváros | június 20. – Mexikóváros | június 20. – Mexikóváros |               |       |       |
|  | D1                       | NSZK         |                          |                          |   |             |                          | Uruguay                  | Uruguay                  | 0                        |               |       |       |
|  | C2                       | Anglia       | 2                        |                          |   |             |                          | Uruguay                  | Uruguay                  | 0                        |               |       |       |
|  | C2                       | Anglia       | 2                        |                          |   | NSZK        | NSZK                     | 1                        |                          |                          |               |       |       |
|  |                          |              |                          |                          |   | NSZK        | NSZK                     | 1                        |                          |                          |               |       |       |

### Negyeddöntők
| 1970. június 14. 12:00 |

| Szovjetunió | 0–1 (h. u.)                           | Uruguay        |
| ----------- | ------------------------------------- | -------------- |
|             | (0–0, 0–0, 0–0) Jegyzőkönyv Részletek | Espárrago 117' |

| Estadio Azteca, Mexikóváros Nézőszám: 26 085 Játékvezető: Laurens van Ravens (holland) |

| 1970. június 14. 12:00 |

| Olaszország                                | 4–1                         | Mexikó       |
| ------------------------------------------ | --------------------------- | ------------ |
| Guzmán 25' (öngól) Riva 63' 76' Rivera 70' | (1–1) Jegyzőkönyv Részletek | González 13' |

| Estadio Luis Dosal, Toluca Nézőszám: 26 851 Játékvezető: Rudolf Scheurer (svájci) |

| 1970. június 14. 12:00 |

| Brazília                                  | 4–2                         | Peru                      |
| ----------------------------------------- | --------------------------- | ------------------------- |
| Rivelino 11' Tostão 15' 52' Jairzinho 75' | (2–1) Jegyzőkönyv Részletek | Gallardo 28' Cubillas 70' |

| Estadio Jalisco, Guadalajara Nézőszám: 54 233 Játékvezető: Vital Loraux (belga) |

| 1970. június 14. 12:00 |

| NSZK                                   | 3–2 (h. u.)                           | Anglia                 |
| -------------------------------------- | ------------------------------------- | ---------------------- |
| Beckenbauer 68' Seeler 82' Müller 108' | (0–1, 2–2, 2–2) Jegyzőkönyv Részletek | Mullery 31' Peters 49' |

| Estadio Nou Camp, León Nézőszám: 23 357 Játékvezető: Ángel Norberto Coerezza (argentin) |

### Elődöntők
| 1970. június 17. 16:00 |

| Uruguay     | 1–3                         | Brazília                                  |
| ----------- | --------------------------- | ----------------------------------------- |
| Cubilla 19' | (1–1) Jegyzőkönyv Részletek | Clodoaldo 44' Jairzinho 76' Rivellino 89' |

| Estadio Jalisco, Guadalajara Nézőszám: 51 261 Játékvezető: José María Ortiz de Mendíbil (spanyol) |

| 1970. június 17. 16:00 |

| Olaszország                                      | 4–3 (h. u.)                           | NSZK                             |
| ------------------------------------------------ | ------------------------------------- | -------------------------------- |
| Boninsegna 8' Burgnich 98' Riva 104' Rivera 111' | (1–0, 1–1, 3–3) Jegyzőkönyv Részletek | Schnellinger 90' Müller 94' 110' |

| Estadio Azteca, Mexikóváros Nézőszám: 102 444 Játékvezető: Arturo Yamasaki (mexikói) |

### Bronzmérkőzés
| 1970. június 20. 16:00 |

| Uruguay | 0–1                         | NSZK        |
| ------- | --------------------------- | ----------- |
|         | (0–1) Jegyzőkönyv Részletek | Overath 26' |

| Estadio Azteca, Mexikóváros Nézőszám: 104 403 Játékvezető: Antonio Sbardella (olasz) |

### Döntő
| 1970. június 21. 12:00 |

| Brazília                                             | 4–1               | Olaszország    |
| ---------------------------------------------------- | ----------------- | -------------- |
| Pelé 18' Gérson 66' Jairzinho 71' Carlos Alberto 86' | (1–1) Jegyzőkönyv | Boninsegna 37' |

| Estadio Azteca, Mexikóváros Nézőszám: 107 412 Játékvezető: Rudolf Glöckner (keletnémet) |

| Az 1970-es labdarúgó-világbajnokság győztese |
| -------------------------------------------- |
| · Brazília · 3. cím                          |

## Díjak
- Az Aranycipő díjat először 1986-ban adták át, a FIFA 1930-ig visszamenőleg megnevezte a díjazottat.
- A Legjobb fiatal játékos díját először 2006-ban adták át, a FIFA 1958-ig visszamenőleg megnevezte a díjazottat.

| Aranycipő              | Ezüstcipő | Bronzcipő        |
| ---------------------- | --------- | ---------------- |
| Gerd Müller            | Jairzinho | Teófilo Cubillas |
| 10 gólos               | 7 gólos   | 5 gólos          |
| Legjobb fiatal játékos |           |                  |
| Teófilo Cubillas       |           |                  |

## Gólszerzők
10 gólos
- Gerd Müller

7 gólos
- Jairzinho

5 gólos
- Teófilo Cubillas

4 gólos
- Pelé
- Anatolij Bisovec

3 gólos
| - Rivellino | - Uwe Seeler | - Luigi Riva |

2 gólos
- Raoul Lambert
- Wilfried Van Moer
- Tostão
- Ladislav Petráš
- Roberto Boninsegna
- Gianni Rivera
- Javier Valdivia
- Alberto Gallardo
- Florea Dumitrache

1 gólos
- Carlos Alberto
- Clodoaldo
- Gérson
- Hriszto Bonev
- Dinko Dermendzsiev
- Todor Kolev
- Aszparuh Nikodimov
- Dobromir Zsecsev
- Allan Clarke
- Geoff Hurst
- Alan Mullery
- Martin Peters
- Franz Beckenbauer
- Reinhard Libuda
- Wolfgang Overath
- Karl-Heinz Schnellinger
- Mordekáj Spiegler
- Tarcisio Burgnich
- Angelo Domenghini
- Múhúb Gazúání
- Human Dzsarir
- Juan Ignacio Basaguren
- Javier Fragoso
- José Luis González
- Gustavo Peña
- Roberto Challe
- Héctor Chumpitaz
- Dembrószky Imre
- Alexandru Neagu
- Kahi Aszatiani
- Vitalij Hmelnyickij
- Ove Grahn
- Tom Turesson
- Luis Cubilla
- Víctor Espárrago
- Ildo Maneiro
- Juan Mujica

Öngólos
- Javier Guzmán (Olaszország ellen)

## Végeredmény
Az első négy helyezett utáni sorrend nem tekinthető hivatalosnak, mivel ezekért a helyekért nem játszottak mérkőzéseket. Ezért e helyezések meghatározása a következők szerint történt:
1. több szerzett pont (a 11-esekkel eldöntött találkozók a hosszabbítást követő eredménnyel, döntetlenként vannak feltüntetve),
2. jobb gólkülönbség,
3. több szerzett gól,
4. nemzetnév.

A hazai csapat eltérő háttérszínnel kiemelve.

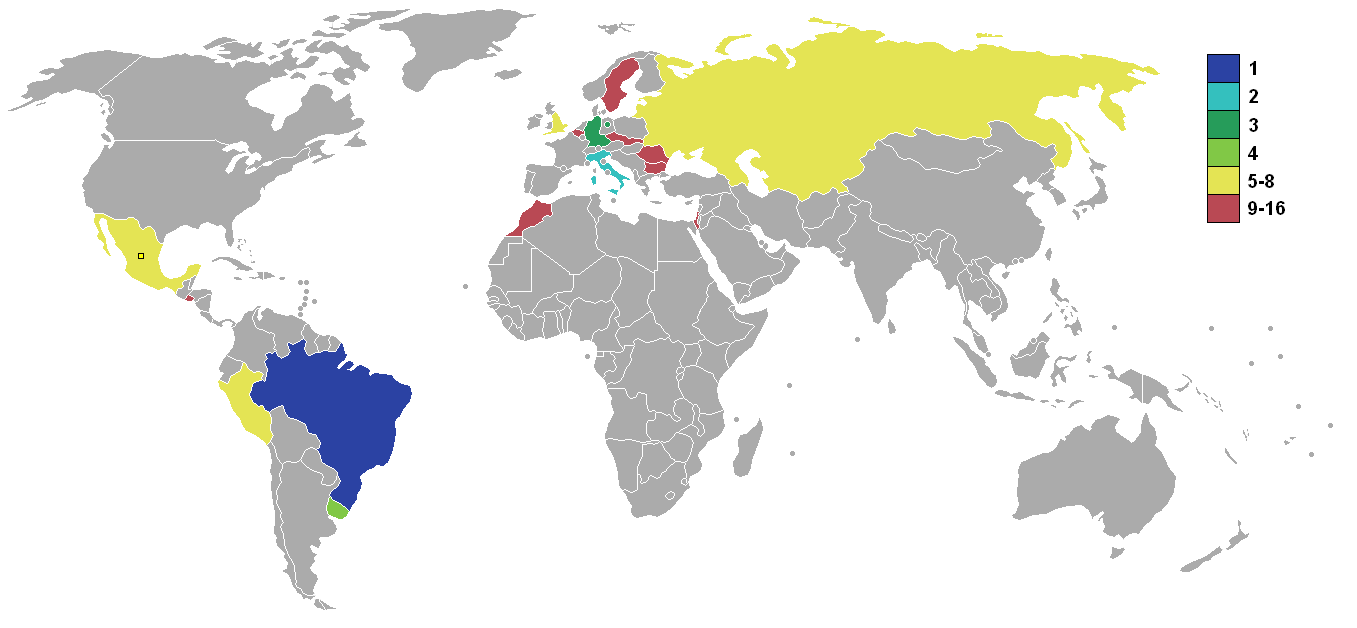
Az 1970-es labdarúgó-világbajnokságon részt vevő országok helyezései

| Helyezés | Nemzet        | M | Gy | D | V | G+ | G– | Gk  | P  |
| -------- | ------------- | - | -- | - | - | -- | -- | --- | -- |
| Arany    | Brazília      | 6 | 6  | 0 | 0 | 19 | 7  | +12 | 12 |
| Ezüst    | Olaszország   | 6 | 3  | 2 | 1 | 10 | 8  | +2  | 8  |
| Bronz    | NSZK          | 6 | 5  | 0 | 1 | 17 | 10 | +7  | 10 |
| 4.       | Uruguay       | 6 | 2  | 1 | 3 | 4  | 5  | –1  | 5  |
|          |               |   |    |   |   |    |    |     |    |
| 5.       | Szovjetunió   | 4 | 2  | 1 | 1 | 6  | 2  | +4  | 5  |
| 6.       | Mexikó        | 4 | 2  | 1 | 1 | 6  | 4  | +2  | 5  |
| 7.       | Peru          | 4 | 2  | 0 | 2 | 9  | 9  | 0   | 4  |
| 8.       | Anglia        | 4 | 2  | 0 | 2 | 4  | 4  | 0   | 4  |
|          |               |   |    |   |   |    |    |     |    |
| 9.       | Svédország    | 3 | 1  | 1 | 1 | 2  | 2  | 0   | 3  |
| 10.      | Belgium       | 3 | 1  | 0 | 2 | 4  | 5  | –1  | 2  |
| 11.      | Románia       | 3 | 1  | 0 | 2 | 4  | 5  | –1  | 2  |
| 12.      | Izrael        | 3 | 0  | 2 | 1 | 1  | 3  | –2  | 2  |
| 13.      | Bulgária      | 3 | 0  | 1 | 2 | 5  | 9  | –4  | 1  |
| 14.      | Marokkó       | 3 | 0  | 1 | 2 | 2  | 6  | –4  | 1  |
| 15.      | Csehszlovákia | 3 | 0  | 0 | 3 | 2  | 7  | –5  | 0  |
| 16.      | Salvador      | 3 | 0  | 0 | 3 | 0  | 9  | –9  | 0  |